# 徐州工程学院
徐州工程学院，由原彭城职业大学、徐州经济管理干部学院、徐州教育学院三校合一，位于江苏省徐州市的全日制普通本科院校。

## 历史

### 徐州工程学院
- 1979年，徐州干部学校建立，在1983年更名徐州市工业干部学校。
- 1986年，徐州市工业干部学校并入徐州经济管理干部学院。
- 1992年，徐州职工大学并入徐州经济管理干部学院。
- 2002年，由彭城职业大学（1983年5月）和徐州经济管理干部学院（1985年5月）合并筹建徐州工程学院。
- 2005年，彭城职业大学、徐州经济管理干部学院合并升格为徐州工程学院[2]。
- 2007年6月，省政府批准徐州教育学院并入，但保留徐州教育学院建制。

2012年，徐州教育学院建制被取消。

### 徐州教育学院
- 1959年，成立徐州专区教师进修学院。
- 1963年，更名徐州专区教育行政干部学校。
- 1970年，停办。
- 1973年，复办，更名为徐州地区教师进修学校。
- 1983年，更名徐州教育学院。
- 2012年，徐州教育学院建制被取消。

## 院系设置
14个二级学院，31个本科专业。
- 经济学院 （页面存档备份，存于）
- 教育科学与技术学院 （页面存档备份，存于）
- 体育学院 （页面存档备份，存于）
- 人文学院 （页面存档备份，存于）
- 外国语学院 （页面存档备份，存于）
- 艺术学院 （页面存档备份，存于）
- 数学与物理科学学院 （页面存档备份，存于）
- 化学化工学院 （页面存档备份，存于）
- 信电工程学院 （页面存档备份，存于）
- 机电工程学院 （页面存档备份，存于）
- 土木工程学院 （页面存档备份，存于）
- 环境工程学院 （页面存档备份，存于）
- 食品（生物）工程学院 （页面存档备份，存于）
- 管理工程学院 （页面存档备份，存于）
- 成人教育学院